# Opinioni razziali di Winston Churchill

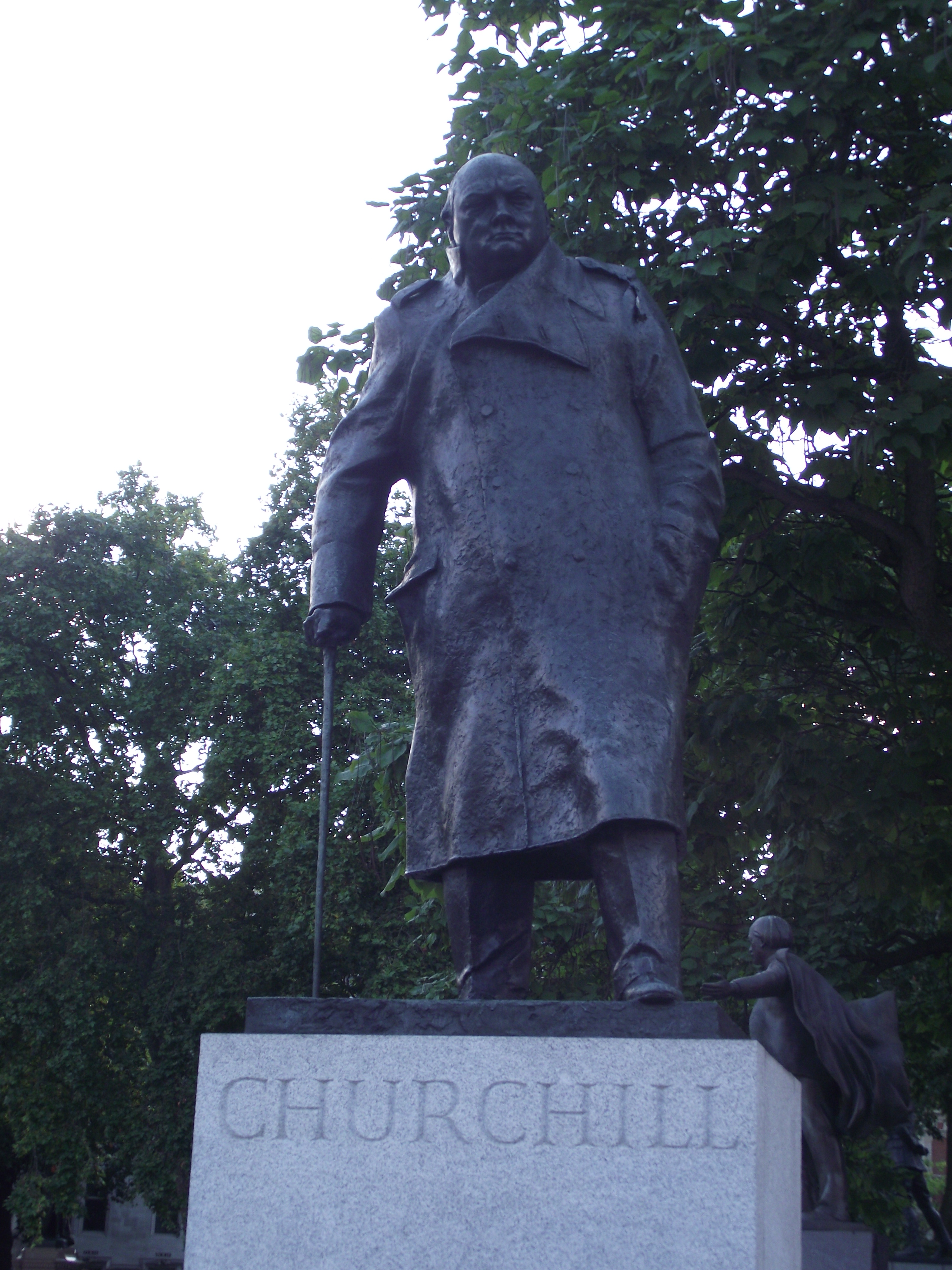
Statua di Winston Churchill, Parliament Square, Londra

Durante la sua vita Winston Churchill ha rilasciato diverse dichiarazioni sulla razza e le sue opinioni hanno variamente influenzato le sue decisioni politiche. A partire dalla fine del XX secolo, queste dichiarazioni hanno comportato una revisione dell'eredità storica di Churchill da parte sia di alcuni storici sia del pubblico nell'immaginario comune di famoso leader ed eroe di guerra
Churchill - autore della Storia dei popoli di lingua inglese (A History of the English-Speaking People) - pensava che il dominio britannico, ovvero l'impero britannico, fosse il risultato di una competizione tra i popoli, concezione propria del darwinismo sociale di fine Ottocento. In alcune dichiarazioni riportate da storici o organi di stampa dimostrò di credere in una superiorità razziale dei bianchi sui neri o sugli asiatici. Churchill fu contrario all'autogoverno indigeno in Africa, Australia, Americhe e Caraibi. Assunse posizioni controverse anche sui musulmani dell'Asia occidentale, chiamando afgani e iracheni "tribù incivili", ma fu favorevole ad alcuni leader arabi come Ibn Saud o Faysal I d'Iraq. Churchill dichiarò anche che gli asiatici orientali, in particolare i cinesi, erano una minaccia civile per l'Occidente.
Egli mostrò diffidenza verso gli ebrei comunisti, ma appoggiò il sionismo e descrisse gli ebrei come: "la razza più formidabile e straordinaria"
Durante la seconda guerra mondiale, è stato accusato di aver dato la priorità al rifornimento di cibo agli europei rispetto agli indiani durante la carestia del Bengala del 1943. Churchill appoggiò per un breve periodo anche l'eugenetica e fu un fautore della sterilizzazione forzata dei malati mentali
Lo storico John Charmley sostenne che la denigrazione razziale di Churchill nei confronti di Mahatma Gandhi, durante i primi anni '30, contribuì alla disaffezione di alcuni conservatori britannici, al tempo dei suoi primi avvertimenti sull'ascesa di Adolf Hitler. I commenti di Churchill sugli indiani in particolare furono giudicati estremisti dai suoi contemporanei all'interno del Partito conservatore.
Durante le proteste nel Regno Unito a seguito della Morte di George Floyd nel giugno 2020, la statua di Churchill presente nel Parliament Square è stata vandalizzata con le parole "era un razzista". Il gesto ha sollevato ulteriori discussioni pubbliche in merito.

## Giudaismo
Churchill aveva simpatia per la teoria della cospirazione chiamata "Bolscevismo ebraico" e scrisse in un suo articolo del 1920, "Sionismo contro bolscevismo", che considerava il comunismo come una "cospirazione mondiale per il rovesciamento della civiltà e per la ricostituzione della società sulla base di assenza di sviluppo, d'invidiosa malvagità e impossibile uguaglianza". Tutto ciò era stato realizzato in Russia dagli ebrei:
Secondo uno dei suoi biografi, Andrew Roberts, Churchill ha rifiutato l'antisemitismo durante tutta la propria vita. Roberts descrive Churchill come un "sionista attivo" e filosemitista in un momento in cui "l'antisemitismo dei club... ...era una colla sociale per gran parte della gente rispettabile". Nello stesso articolo, Churchill scrisse: "Ad alcune persone piacciono gli ebrei e ad altri no, ma nessun uomo premuroso può dubitare del fatto che essi siano, al di là di ogni dubbio, la razza più formidabile e straordinaria che sia mai apparsa al mondo". Ha sottolineato anche che i bolscevichi furono "ripudiati con veemenza dalla grande massa della razza ebraica" e concluse:
Durante la seconda guerra mondiale, Churchill espresse dissenso e disgusto per l'antisemitismo nazista. Clement Attlee ricorda che Churchill pianse quando egli gli raccontò le umiliazioni inflitte agli ebrei dalla SA durante il Boicottaggio nazista del commercio ebraico nell'aprile 1933. Nell'agosto del 1932, durante la sua permanenza a Monaco, Churchill fu snobbato da Adolf Hitler, nonostante i due condividessero lo stesso hotel. Churchill commentò il gesto al confidente di Hitler Ernst Hanfstaengl: "Perché il tuo capo è così violento nei confronti degli ebrei? ... Che senso ha essere contro un uomo semplicemente per come è nato? Come può un uomo aiutare chi è così per natura?"

## Palestina
Nel 1937, la Palestina britannica era coinvolta in una rivolta nazionalista araba. Durante i dibattiti parlamentari Churchill ha discusso a lungo, insistendo sul fatto che il governo britannico non rinnegò la sua promessa, attraverso la Dichiarazione Balfour del 1917, di creare una casa nazionale ebraica in Palestina. Ma concedere l'autogoverno alla Palestina in quel momento avrebbe significato la creazione di un governo dalla maggioranza araba. Perciò si oppose a tali misure, perché infatti credeva che un eventuale stato ebraico in Palestina avrebbe fatto progredire l'economia. Chiedeva quindi retoricamente alla Commissione Peel: "Perché viene fatta l'ingiustizia alle persone che entrano e si guadagnano da vivere e trasformano il deserto in palmeti e aranceti?" La sua esperienza diretta con la cultura araba sia come soldato che come deputato "non lo aveva impressionato" secondo le parole dello storico Martin Gilbert. Una maggioranza araba avrebbe provocato una stagnazione culturale e materiale, secondo Churchill.
Churchill ha respinto il desiderio arabo di contrastare la migrazione ebraica in Palestina: "Non permetto che il cane nella mangiatoia abbia l'ultimo diritto alla mangiatoia, anche se ha giaciuto lì per molto tempo, non lo permetto. Non ammetto, ad esempio, che un grande errore sia stato fatto agli indiani d'America o ai neri dell'Australia. Non ammetto che sia stato fatto un torto a quelle persone, proprio perché una razza più forte, una razza di livello superiore o comunque una razza più saggia, per dirla in questo modo, sia arrivata e abbia preso il loro posto. Non lo ammetto. Non credo che gli indiani avessero il diritto di dire: "Il continente americano appartiene a noi e non vogliamo nessuno di questi coloni europei qui". Non avevano il diritto, né il potere. "
Allo stesso tempo, riteneva che la politica britannica non dovesse ridursi a quella che definita come "dura ingiustizia" per gli arabi, proprio perché riteneva che gli arabi non sarebbero stati sfollati dall'afflusso ebraico. Ha sottolineato anche che la responsabilità britannica dovesse garantire che gli ebrei palestinesi non discriminassero economicamente gli arabi. Tale discriminazione sarebbe una motivazione per limitare la futura immigrazione ebraica in Palestina. Churchill ha dichiarato senza mezzi termini le sue opinioni davanti alla Commissione Peel: "È una questione di quale civiltà preferisci".
Egli "odiava gli indiani" e li considerava "un popolo bestiale con una religione bestiale". Churchill è stato ispirato dalla ribellione indiana del 1857 per attuare dei provvedimenti che non rispettassero in pieno il valore della vita in India. Churchill era un ammiratore del fisico Fredrick Lindemann,  il quale considerava le civiltà colonizzate come "Iloti" o schiavi, la cui unica ragione di esistenza era essere al servizio dei superiori razziali. Lindemann era a favore del razzismo scientifico e delle lobotomie di massa agli indiani, in modo che questi non avessero "nessun pensiero di ribellione o di voto, per poter avere una società perfettamente pacifica e stabile, guidata da superuomini e servita da iloti".
Durante la carestia del Bengala del 1943, Churchill affermò che, poiché gli indiani si allevavano "come conigli", ogni tipo di soccorso sarebbe stato inutile. Il gabinetto di guerra ha respinto le proposte canadesi d'inviare aiuti alimentari in India, ma ha chiesto all'Australia d'inviare tali aiuti. Secondo lo storico Arthur Herman, la preoccupazione principale di Churchill era la Seconda Guerra Mondiale ed era quindi disposto a deviare le forniture di cibo dall'India alle campagne militari alleate. Tuttavia, questa affermazione è stata smentita dalle azioni di Churchill, quando appoggiò l'esportazione di grano in Europa, non per alimentare i "robusti Tommies" (soldati comuni), ma aggiungerle alle riserve che venivano accumulate in caso di una futura invasione in Grecia e Jugoslavia. Leopold Amery, Segretario di Stato per India e Birmania e contemporaneo di Churchill, paragonò la sua comprensione dei problemi dell'India all'apatia di re Giorgio III per le Americhe. Nei suoi diari privati, Amery ha scritto "in materia d'India, Winston non è abbastanza sano di mente" e che non ha "visto molta differenza tra le prospettive di [Churchill] e quelle di Hitler ".
Secondo altri sostenitori di Churchill, egli era un "imperialista liberale". Permise il ruolo di potenza imperiale al suo Paese, per la diffusione di principi liberali a "società dall'aspetto arretrato" come l'India.

## Cina
Churchill definì la Cina una "nazione barbara" ed era sostenitore della "spartizione della Cina". Ha scritto: 

## Armi chimiche in Iraq
Dopo la rivolta irachena del 1920 contro gli inglesi, Churchill era a favore dell'uso di gas lacrimogeni non letali contro le "tribù incivili" , come un mezzo per disperdere i ribelli senza eccessive perdite o senza ricorrere alla forza:
Sono decisamente favorevole all'uso di gas avvelenato contro le tribù incivili. L'effetto morale potrebbe essere così buono che la perdita di vite umane verrebbero ridotte al minimo. Non è necessario utilizzare solo i gas più letali: si possono usare gas che causano grandi disagi e diffondono terrore, senza tuttavia lasciare gravi effetti permanenti sulla maggior parte delle persone colpite.»
Descrisse anche gli arabi come una "manifestazione inferiore dell'umanità" rispetto agli ebrei che trattavano una "razza di grado superiore" rispetto alle "grandi orde dell'Islam".

### Esplicative
1. ↑  "Tribù incivile" era un termine ufficiale per un avversario senza Stato: secondo il British Manual of Military Law la legge militare si applicava solo ai conflitti "tra nazioni civilizzate". Già nel manuale del 1914 si affermava chiaramente che "non si applicano nelle guerre con stati e tribù incivili"; ogni comandante britannico deve invece seguire le "regole di giustizia e umanità" a propria discrezione[16]

### Fonti
1. 1 2 3  The 10 greatest controversies of Winston Churchill's career. BBC News (2015-01-26). Retrieved 2020-06-08.
2. ↑  Gustavus A. Ohlinger (1966). WSC: A Midnight Interview, 1902 Finest Hour 159, Summer 2013 Page 33. International Churchill Society. Retrieved 2020-06-08.
3. ↑  Hari, Johann (2010-10-27). Not his finest hour: The dark side of Winston Churchill. The Independent.Retrieved 2020-06-08.
4. ↑  Churchill and Eugenics. International Churchill Society. Retrieved 2020-06-08.
5. ↑  Hockaday, James (2020-06-08). Black Lives Matter protesters spray ‘racist’ on Winston Churchill statue. Metro. Retrieved 2020-06-08.
6. 1 2  (EN) The Independent, 30 gennaio 2015,  http://www.independent.co.uk/news/people/winston-churchill-from-accusations-of-anti-semitism-to-the-blunt-refusal-that-led-to-the-deaths-of-9999181.html. URL consultato il 3 novembre 2019.
7. ↑   Andrew Roberts, Churchill: Walking With Destiny, London, Allen Lane, 2018,  p. 981.
8. ↑   Andrew Roberts, Churchill: Walking With Destiny, London, Allen Lane, 2018,  p. 278.
9. ↑   Andrew Roberts, Churchill: Walking With Destiny, London, Allen Lane, 2018,  p. 367.
10. ↑   Andrew Roberts, Churchill: Walking With Destiny, London, Allen Lane, 2018,  pp. 363-64.
11. ↑   Andrew Roberts, Churchill: Walking With Destiny, London, Allen Lane, 2018,  pp. 414-15.
12. ↑   Copia archiviata, su The International Churchill Society, 13 settembre 2010. URL consultato il 2 dicembre 2019 (archiviato dall'url originale il 5 maggio 2021).
13. ↑   Pankaj Mishra, the New Yorker, August 6, 2007,  https://www.newyorker.com/magazine/2007/08/13/exit-wounds.
14. ↑  (EN) Jeffrey Herf, The American Interest, 22 gennaio 2019,  https://www.the-american-interest.com/2019/01/22/churchill-in-all-his-complexity/. URL consultato il 2 dicembre 2019.
15. ↑   The International Churchill Society, 1º giugno 2013,  https://winstonchurchill.org/publications/finest-hour/finest-hour-159/wsc-a-midnight-interview-1902/. URL consultato il 7 giugno 2020.
16. ↑  HMSO, 1914, p. 235
17. ↑   Andrew Roberts, Churchill: Walking With Destiny, London, Allen Lane, 2018,  pp. 272-73.
18. ↑  Mark Curtis – Secret Affairs: Britain's Collusion with Radical Islam,